# Шулявка

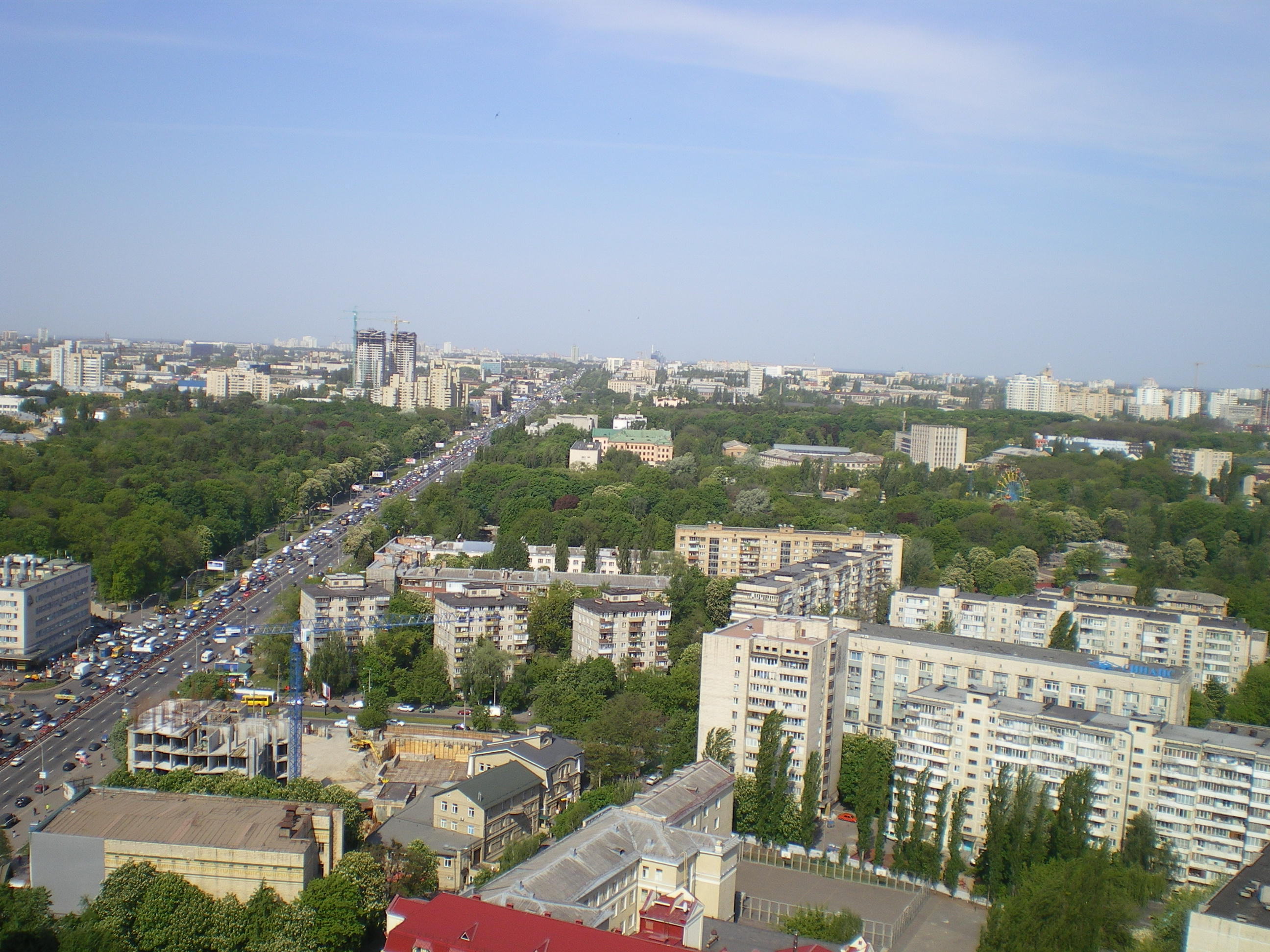
Шулявка — Проспект Победы

Шулявка (укр. Шулявка) — историческая местность Киева, до 1917 года — рабочие кварталы Киева.

## Происхождение названия и история
Название — от древнеславянского «шелвова Борки» (низкорослый лесок с большим количеством лужаек), который упоминается в древнерусских летописях X—XI веков. В XVII веке также упоминается как Шелвов Борок и Шелвово сельцо, в XVIII веке — как с. Шулявка, Шулявщина (вблизи реки Лыбедь) или Шульжанский двор Софийского монастыря. В XVIII веке (ок. 1722 года) на Шулявке была расположена летняя резиденция Киевских митрополитов. Основателем резиденции стал тогдашний Киевский митрополит Варлаам Вонатович. В 1847 году перешла в собственность государства и активно начала осваиваться.
С середины XIX века до 1912 года Шулявка частями входила в черту Киева: т. н. правая, или городская, Шулявка — местность справа от проспекта Победы, от Воздухофлотского моста до зоопарка, в 1850 г.; левая или сельская, слева от проспекта, в 1912 г.
На месте бывшей загородной резиденции митрополитов около 1848—1857 годов возведён Кадетский корпус (ныне здание министерства обороны Украины), кадетский корпус существовал в этом здании до 1919 года. В это же время здесь постепенно формировалось рабочее поселение. В конце XIX века на Шулявке сооружён Политехнический институт, за Шулявкой на пустыре — завод Гретера и Криванека. Была построена церковь св. Марии Магдалины (уничтожена в 1930-е годы, ныне близ места, где находилась церковь — лицей № 142).
На Шулявке жили преимущественно рабочие и военные.
В 1899 году по Брест-Литовскому шоссе была проложена трамвайная линия от Бессарабки до нового Киевского политехнического института (закрыта в 1978—1982 годах).
В 1905 году рабочие Шулявки бастовали и создали рабочие дружины, которые прогнали полицию и царскую администрацию, провозгласив Шулявскую республику (12-16 декабря 1905 года), которую в конце декабря 1905 года ликвидировали царские войска.
В 1920—1930-е годы называлась Жовтневка (от укр. Жовтень — Октябрь). Почти вся старая застройка на Шулявке была снесена в 1960—1970-е годы. Между проспектом Победы и реконструированной ул. Борщаговской построен жилой массив. По Шулявке проходила ул. Шулявская (такое же название первоначально имела ул. Л. Толстого).
На начало 2013 года Шулявка входит в состав Шевченковского и Соломенского районов г. Киева. По северной стороне проспекта Победы расположена часть Шевченковского района, а по южной — Соломенского.

## Транспорт
Станция метро Шулявская.
Остановка скоростного трамвая:
- «Олекса Тихого» (бывшая «Полевая») — второй выход к Политехническому университету и его красивому парку, пройдя через который, можно попасть в обновленный Киевский Зоопарк
- «Индустриальная» — Индустриальный мост. Пересадка на «Радиорынок» и в сторону метро «Петровка (Почайна)». Недалеко метро Шулявская
- «Национальный авиационный университет» (бывшая станция «Гарматная») – выход к одноименному университету

## В искусстве
А.Розенбаум, в песне «Крещатик» (она же: «Ладанка» в исполнении М.Шуфутинского):
Я родился на Шулявке на блатной,

А первый срок менты мне «шили» на Подоле...